# The Rifleman

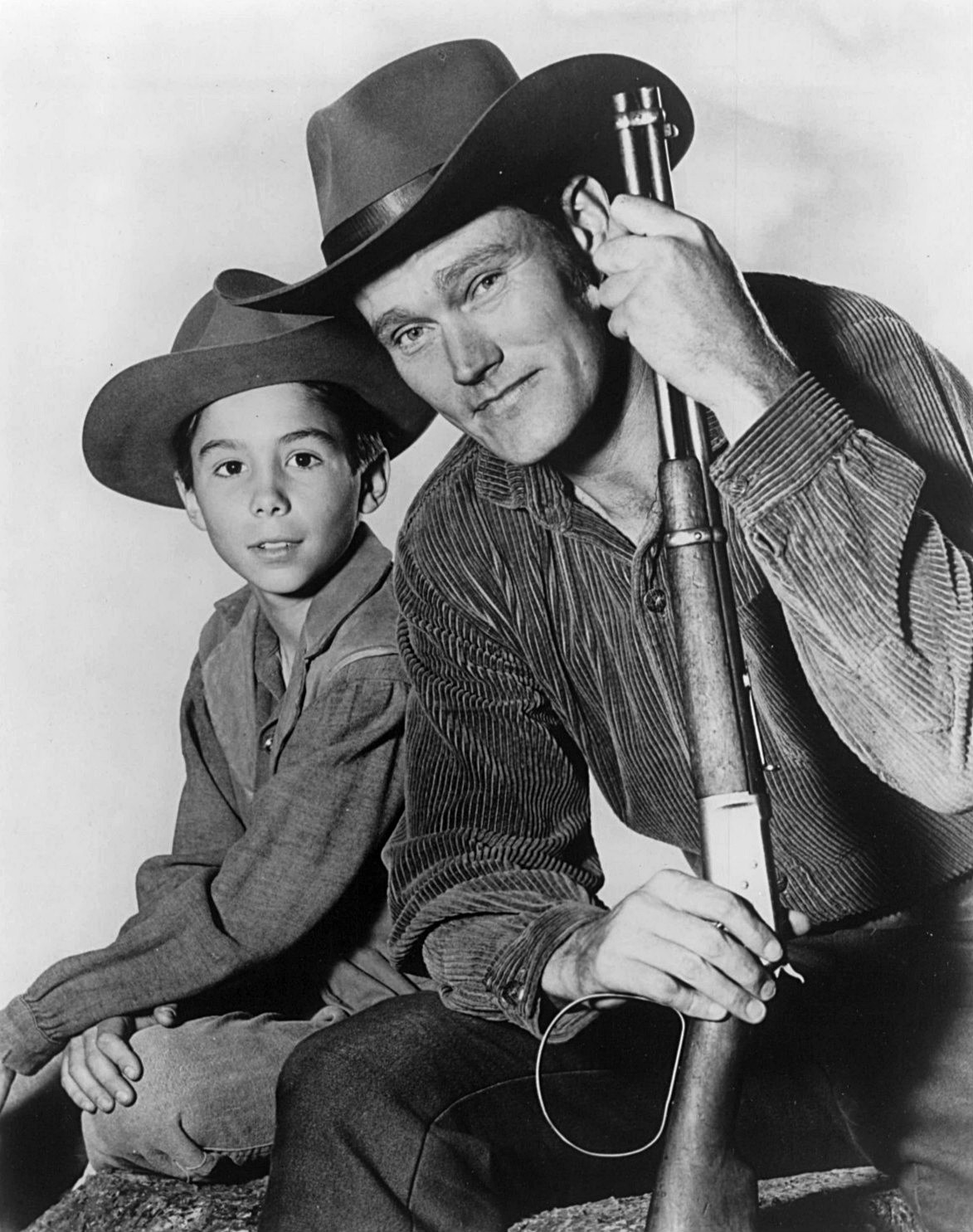
Johnny Crawford e Chuck Connors em foto promocional da série de 1960.

The Rifleman (br.: O Homem do Rifle) foi uma popular série de TV produzida entre 1958 e 1963, com um total de 168 episódios em preto e branco. No Brasil, a série foi bastante assistida quando lançada mas não foi reprisada nos anos que se seguiram. Um detalhe curioso: no episódio "Duel of Honor" o ator convidado consta como Cesare Damoya. Na verdade é o mesmo Cesare Danova, que estrelou nos anos 60 outra série conhecida de todos nós: Os Guerrilheiros (Garrison´s Gorillas, 1967/68).

## Tramas
A série conta as aventuras de Lucas McCain (Chuck Connors), um viúvo que após a morte da esposa decide viver, junto com seu filho Mark (Johnny Crawford), nos arredores de North Fork, no estado americano do Novo México. McCain tem pouco tempo para o rancho e o filho pois passava a maior parte do tempo tentando auxiliar os moradores do povoado. Seu maior dom era o manejo inigualável de um rifle Winchester modificado, o que lhe valeu a alcunha de O Homem do Rifle.
Durante o decorrer da série entrou para a história uma bela e corajosa donzela, chamada Lou Mallory (Patricia Blair) que se apaixonou por MacCain. Ele vivia indeciso entre o amor de Lou e a memória de sua falecida esposa, tendo ao lado, seu filho, para lembrá-lo sempre do passado.

## Rifle

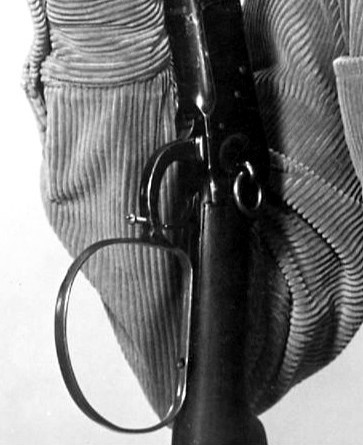
A grande alavanca de recarga usada do rifle do "Rifleman".

Os westerns eram populares quando "The Rifleman" estreou, e os produtores tentaram encontrar truques para distinguir um programa do outro. O truque do "Rifleman" era um rifle Winchester Model 1892 modificado, com uma alavanca bem maior que a normal e um parafuso de ajuste. Esse desenho permitiu que o rifle fosse armado, girando-o em torno da mão. Além disso, o parafuso podia ser posicionado para pressionar o gatilho toda vez que ele acionava a alavanca, permitindo disparos rápidos, esvaziando o carregador em menos de cinco segundos, o que acontecia durante os créditos de abertura, na rua principal de North Fork.

## DVD no Brasil
- DVD com quinze episódios da primeira temporada, exibidos nos Estados Unidos entre setembro de 1958 e junho de 1959: End of a young gun (14/10/58), Home Ranch (07/10/58), Sharpshooter (30/09/58), The Angry Gun (16/12/58), The Marshall (21/10/58), Duel of Honor (11/11/58), The Sheridan Story (13/01/59), The Money Gun (12/05/59) e The Mind Reader (30/06/59).